# Алішар (дегестан)
Алішар (перс. عليشار) — дегестан в Ірані, у бахші Харкан, в шагрестані Зарандіє остану Марказі. За даними перепису 2006 року, його населення становило 2349 осіб, які проживали у складі 626 сімей.

## Населені пункти
До складу дегестану входять такі населені пункти:
- Алішар
- Амірабад
- Ахтадж
- Вараме
- Варчанд
- Ґорґ-Багі